# Quilotoa
A Quilotoa egy kialudt, de potenciálisan aktív vulkán Ecuadorban, amelynek kalderájában ma egy tó látható.

## Leírás
A Quilotoa Ecuador középső részén, az Andok nyugati felén található, közigazgatásilag Cotopaxi tartomány Pujilí kantonjához tartozik. Latacunga városától nyugatra kb. 30 km-re, a fővárostól délnyugatra helyezkedik el. A 3914 méterrel a tenger szintje fölé nyúló, dácitos kőzetekből álló hegy kalderája 3 km átmérőjű, benne egy körülbelül 2 km átmérőjű, 240 mélységű tó alakult ki, amelynek szintje fölé mintegy 400 méterrel magasodnak a kaldera falai, amelynek peremén több mint hat lávadóm figyelhető meg. A tó mélyén fumarolatevékenység zajlik, a keleti oldalon meleg vízű források erednek.
Az utóbbi 200 000 évben legalább nyolc kitörési ciklusa lehetett, amelyek általában freatomagmatikus aktivitással kezdődtek, habkő-lapilli hullásával folytatódtak, és hamuárral is jártak. Ezek akár 17 km távolságra is eljutottak a Toachi folyó völgyében. Utolsó, a VEI-skálán 6-os erősségű kitörésére 1280 táján került sor, ekkor a piroklaszt ár mellett nagy mennyiségű hamu hullott a mai országterület északi részére, ellepve az indiánok számos mezőgazdasági területét, amivel hozzájárult az őslakók odébbvándorlásához. Ez volt az utóbbi ezer év egyik legnagyobb vulkánkitörése a Földön. Ma a hegyről lezúduló iszapárak jelentenek veszélyt.

## Képek

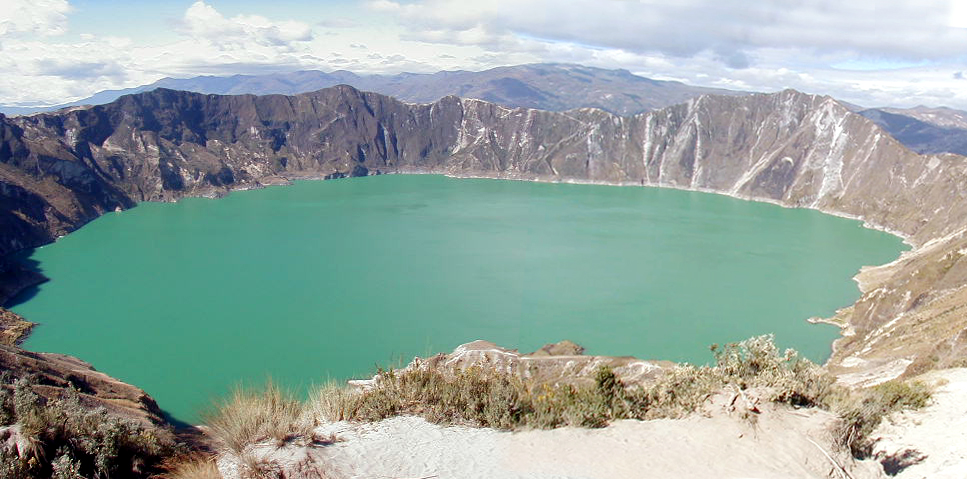
Zöldes színben
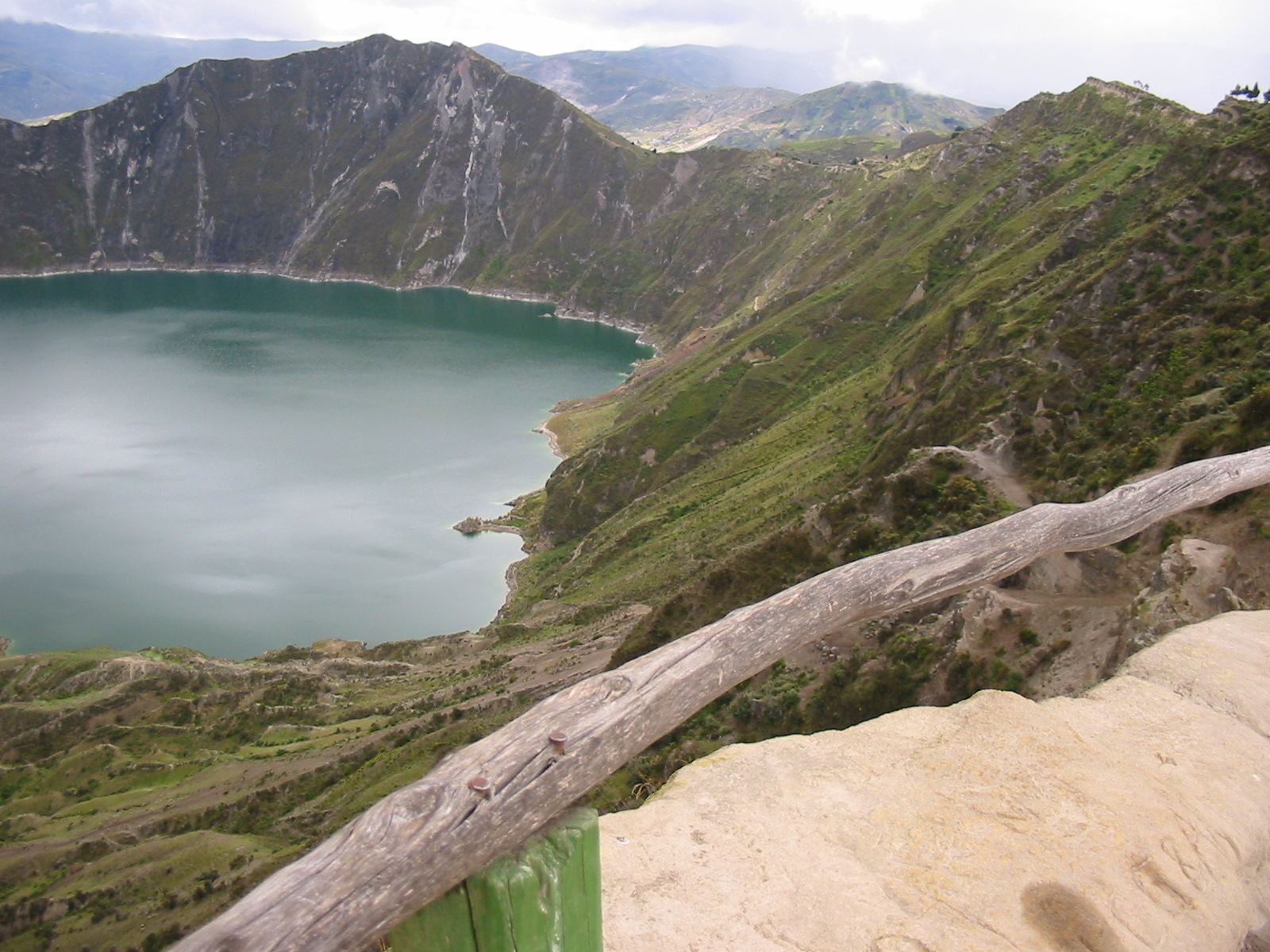
A tó fentről
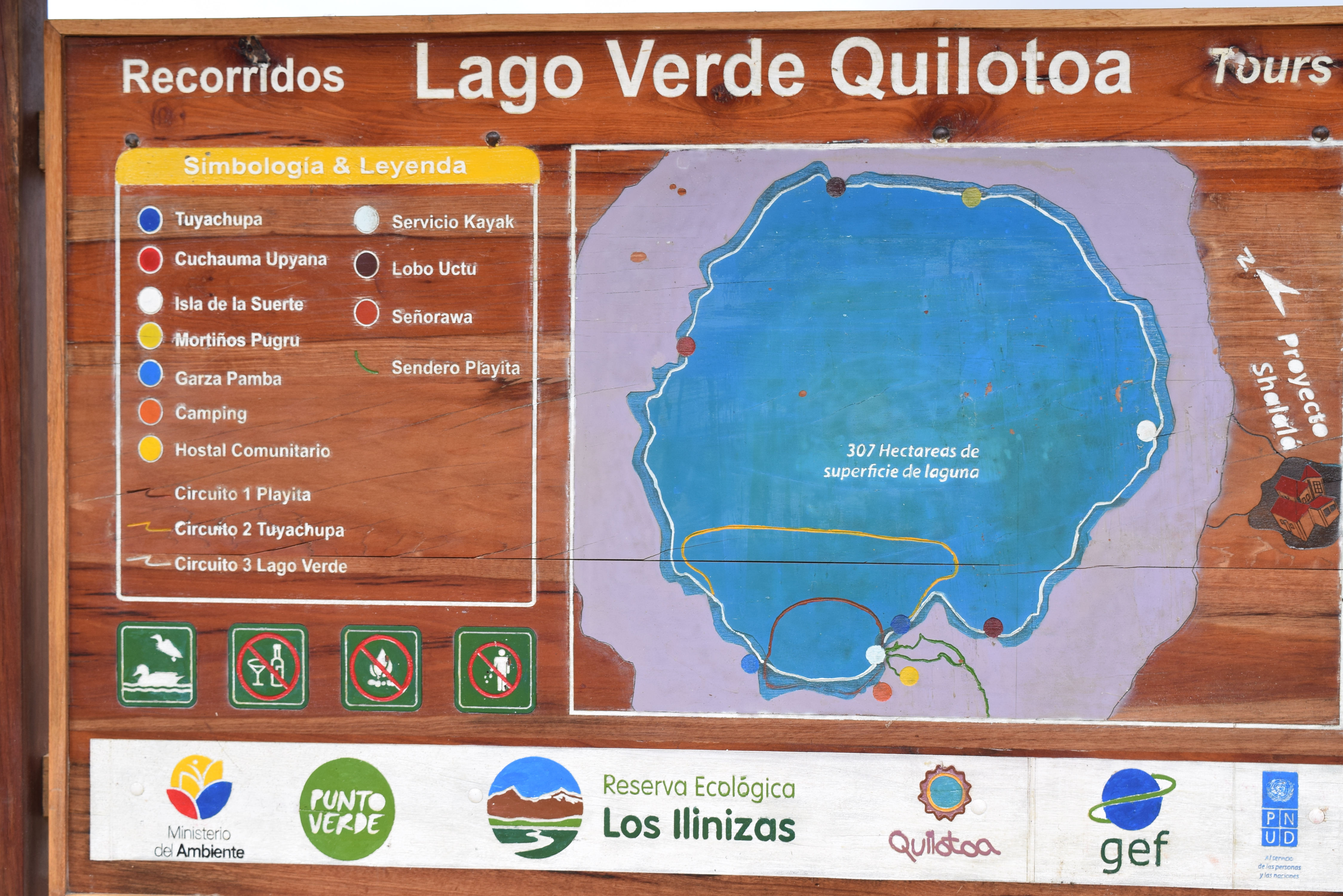
Térkép egy tájékoztató táblán
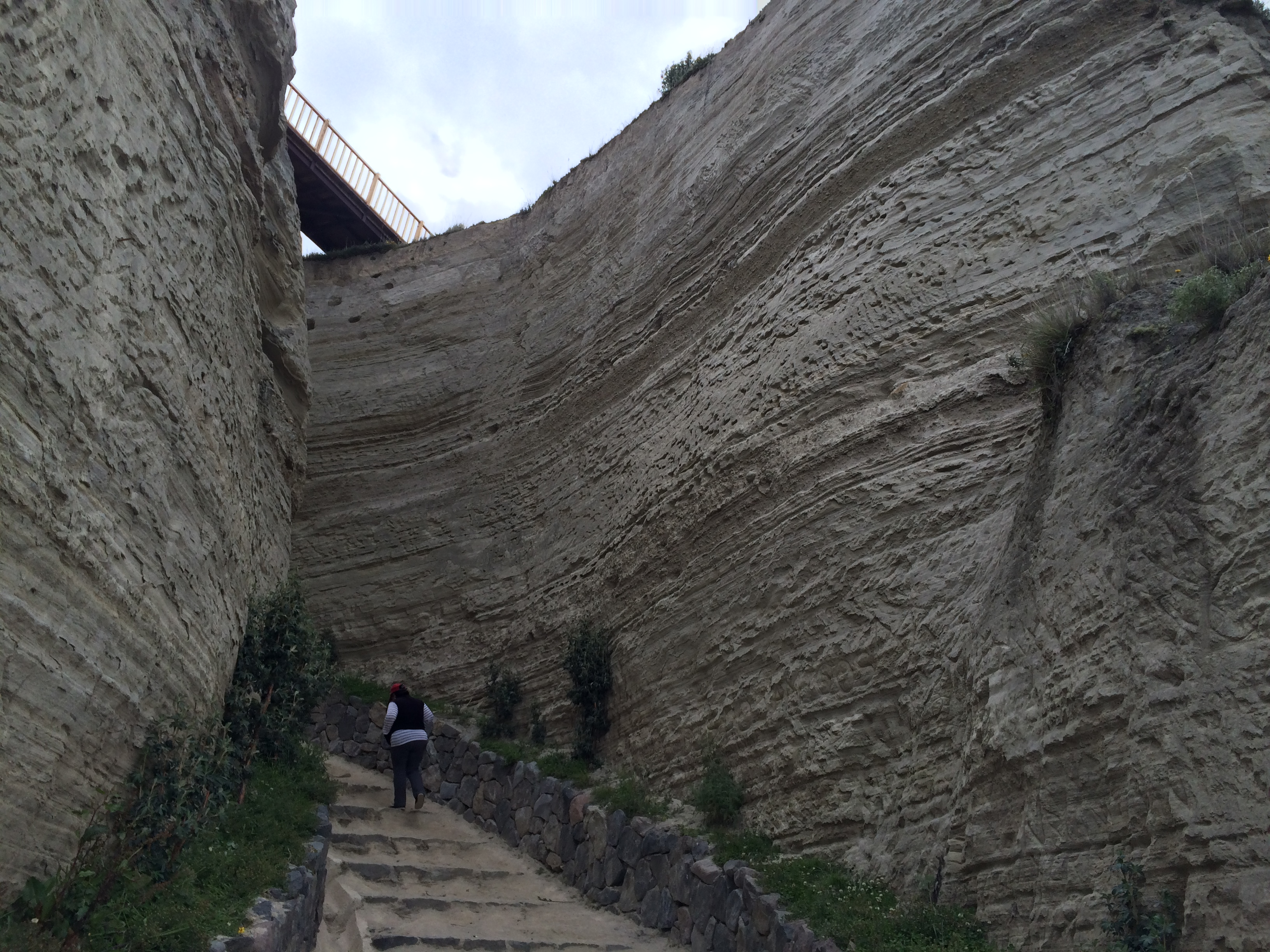
Sziklafalak